# Rondeletia
Rondeletia – rodzaj morskich ryb z rodziny Rondeletiidae. 

## Występowanie
Atlantyk i Pacyfik

## Klasyfikacja
Gatunki zaliczane do tego rodzaju:
- Rondeletia bicolor
- Rondeletia loricata